# Falcondoite
La falcondoite è un minerale.